# Macchi M.26
Macchi M.26 là một mẫu thử tàu bay tiêm kích của Ý, do hãng Macchi thiết kế chế tạo năm 1924.

## Quốc gia sử dụng
- Italy

## Tính năng kỹ chiến thuật
Dữ liệu lấy từ Green, William, and Gordon Swanborough The Complete Book of Fighters: An Illustrated Encyclopedia of Every Fighter Aircraft Built and Flown, New York: SMITHMARK Publishers, 1994, ISBN 0-8317-3939-8
Đặc điểm tổng quát
- Kíp lái: 1
- Chiều dài: 8.15 m (26 ft 8⅞ in)
- Sải cánh: 9.20 m (30 ft 2¼ in)
- Chiều cao: 3.00 m (9 ft 10 in)
- Diện tích cánh: 26.00 m2 (279.87 ft2)
- Trọng lượng rỗng: 865 kg (1.907 lb)
- Trọng lượng có tải: 1.195 kg (2.634 lb)
- Powerplant: 1 × Hispano-Suiza HS 42, 221 kW (296 hp) mỗi chiếc

Hiệu suất bay
- Vận tốc cực đại: 244 km/h (152 mph)
- Thời gian bay: 2 giờ  30 phút

Vũ khí trang bị
- 2 × Súng máy Vickers 7,7 mm (0.303 in)